# Lasting Song
「Lasting Song」（ラスティングソング）は、高垣彩陽の楽曲。高垣自らが作詞、藤田淳平が作曲を手掛けた。高垣の12枚目のシングルとして2019年8月21日にMusicRay'nから発売された。

## 音楽性
表題曲「Lasting Song」は、テレビアニメ『戦姫絶唱シンフォギアXV』のエンディングテーマ。
これまで高垣が担当してきた『戦姫絶唱シンフォギア』シリーズのエンディングテーマの作詞はmavieが手掛けてきたが、シリーズ第5期にして完結編として位置づけられているXVのエンディングテーマである今作は高垣の希望により自ら作詞を手掛けた。高垣がソロ曲で作詞を担当するのは2ndアルバム「Individual」収録の「縁」（作曲も担当）以来であり、シングル表題曲かつタイアップ曲の作詞は初めてとなる。
作詞にあたってはこれまでシンフォギアシリーズのエンディングテーマの作詞を担当してきたmavieが築き上げた世界観を継承すべく、「Meteor Light」をはじめとするシリーズ歴代のエンディングテーマの歌詞を手書きで書き起こすことから始まった。更にシンフォギアシリーズで共演し、歴代のオープニングテーマを自らの作詞で手掛けている水樹奈々や、タイアップ曲の作詞経験のある声優アーティストからのアドバイスを受け、詩を完成させた。高垣が「最後までかかった」という英語コーラスについては、帰国子女であるmeg rockの協力を仰いだという。

## シングルリリース
2019年8月21日にMusicRay'nから発売された。前作「Futurism」から、2年ぶりとなるシングル。
販売形態は「初回生産限定盤」（SMCL-610/1）、「通常版」（SMCL-612）、「期間生産限定盤」（通称「アニメ版」・SMCL-613）の3種リリースで、初回生産限定盤には本作のPVとTVスポットを収録したDVDが同梱されている。期間生産限定盤のジャケットは、高垣演じるメインキャラクターの雪音クリスの誕生日パーティーの様子が描かれ、クリスをはじめとするシンフォギア装者6人と、小日向未来、エルフナインが描かれている。
2曲目の「幸せのかたち」は、「ハッピーな大人なラブソングを歌ってみたい」という高垣の要望に合わせた歌詞で、これまで高垣やスフィアの楽曲を手掛けている籠島裕昌によるアレンジによりシンプルなピアノロックに仕上がっている。
3曲目の「IF THE WORLD HAD A SONG」は、白鳥英美子のカバー。原曲はヨハン・セバスティアン・バッハの「主よ、人の望みと喜びよ」。

## 収録曲

### 初回生産限定盤・通常盤
| #         | タイトル                    | 作詞               | 作曲      | 編曲      | 時間  |
| --------- | --------------------------- | ------------------ | --------- | --------- | ----- |
| 1.        | 「Lasting Song」            | 高垣彩陽           | 藤田淳平  | 藤田淳平  | 4:31  |
| 2.        | 「幸せのかたち」            | 宮嶋淳子           | 山本玲史  | 籠島裕昌  | 3:40  |
| 3.        | 「IF THE WORLD HAD A SONG」 | リンダ・ヘンリック | 梅垣達志  | 後藤望友  | 5:06  |
| 合計時間: | 合計時間:                   | 合計時間:          | 合計時間: | 合計時間: | 13:15 |

| #  | タイトル                              | 作詞 | 作曲・編曲 |
| -- | ------------------------------------- | ---- | ---------- |
| 1. | 「Lasting Song」(Music Clip)          |      |            |
| 2. | 「Lasting Song」(TV Spot 15sec+30sec) |      |            |

### 期間生産限定盤
| #         | タイトル                                       | 作詞               | 作曲      | 編曲      | 時間  |
| --------- | ---------------------------------------------- | ------------------ | --------- | --------- | ----- |
| 1.        | 「Lasting Song」                               | 高垣彩陽           | 藤田淳平  | 藤田淳平  | 4:31  |
| 2.        | 「幸せのかたち」                               | 宮嶋淳子           | 山本玲史  | 籠島裕昌  | 3:40  |
| 3.        | 「IF THE WORLD HAD A SONG」                    | リンダ・ヘンリック | 梅垣達志  | 後藤望友  | 5:06  |
| 4.        | 「Lasting Song（TVサイズロングイントロver.）」 | 高垣彩陽           | 藤田淳平  |           | 2:18  |
| 合計時間: | 合計時間:                                      | 合計時間:          | 合計時間: | 合計時間: | 15:36 |